# Vlašić Brdo
Vlašić Brdo is een plaats in de gemeente Žumberak in de Kroatische provincie Zagreb. De plaats telt 2 inwoners (2001).